# Jean-Gonthier Ier de Schwarzbourg-Sondershausen
Jean-Gonthier Ier de Schwarzbourg-Sondershausen (aussi connu comme Hans Günther ou de Johann-Günther; 20 décembre 1532 à Sondershausen – 28 octobre 1586 à Arnstadt) est le co-dirigeant de la Maison de Schwarzbourg de 1552 jusqu'en 1571 et le seul dirigeant de la Principauté de Schwarzbourg-Sondershausen de 1571 jusqu'à sa mort. Il est considéré comme l'ancêtre de la lignée de Schwarzbourg-Sondershausen.

## Biographie
Le comte Jean-Gonthier est le fils du comte Gonthier XL de Schwarzbourg (1490-1552), surnommé Günther Riches ou Gonthier avec les grandes Mâchoires, et sa femme Élisabeth (d. 14 mai 1572), fille du comte Philippe d'Isenbourg-Büdingen-Ronnebourg.
Jean-Gonthier est élevé comme un catholique et destiné à une carrière ecclésiastique. Après la mort de son père, cependant, il se convertit au Luthéranisme. Il passe quelque temps à la cour de l'Électeur Maurice de Saxe et combat à la Bataille de Sievershausen aux côtés de Maurice contre Albert II Alcibiade de Brandebourg-Culmbach. Maurice le successeur d'Auguste, confirme son tarif privilégié sur le commerce du sel à Frankenhausen.
Après la mort de son père, Jean-Gonthier gouverne d'abord Schwarzbourg conjointement avec ses trois frères. Il choisit la ville de Sondershausen comme lieu de résidence. En 1571, les frères décident de diviser le comté. Jean-Gonthier reçoit la partie nommée Schwarzbourg-Sondershausen.
Il combat aux Pays-bas aux côtés de son frère aîné Gonthier XLI de Schwarzbourg-Arnstadt et se distingue lors de la conquête de Saint-Quentin en 1583.
Après la mort sans héritiers de ses frères Gonthier XLI de Schwarzburg-Arnstadt et Guillaume de Schwarzbourg-Frankenhausen, Jean-Gonthier hérite de Schwarzbourg-Arnstadt et le reste passe à son frère Albert VII.

## Mariage et descendance
Jean-Gonthier se marie le 16 février 1566 avec Anne (1539-1579), fille d'Antoine Ier d'Oldenbourg. Ils ont les enfants suivants:
- Ursule (1568)
- Sophie Élisabeth (1568-1621)
- Clara (1569-1639)
- Gonthier XLII de Schwarzbourg-Sondershausen (1570-1643)
- Antoine-Henri de Schwarzbourg-Sondershausen (1571-1638)
- Catherine (1572-1626), nonne à l'Abbaye de Herford
- Sabine (1573-1628)
- Anne (1574-1640)
- Marie (1576-1577)
- Jean-Gonthier II de Schwarzbourg-Sondershausen (1577-1631)
- Christian-Gonthier de Schwarzbourg-Sondershausen (1578-1642)
- Dorothée de Schwarzbourg-Sondershausen (1579-1639), mariée en 1604, avec Alexandre de Schleswig-Holstein-Sonderbourg (1573-1627)